# 沃爾欽
50°54′51″N 24°13′24″E / 50.91417°N 24.22333°E
沃爾欽（烏克蘭語：Ворчин），是烏克蘭西北部的村莊，隸屬沃倫州的沃洛德米爾區。該村始建於1835年，面積3.04平方公里，海拔高度191米，2001年人口112，人口密度每平方公里36.84人。